# Une femme très très très amoureuse
Pour plus de détails, voir Fiche technique et Distribution.
Une femme très très très amoureuse est un film français d'Ariel Zeitoun sorti en 1997.

## Synopsis
Un dessinateur de bande dessinées occulte le souvenir de son père décédé, cependant il ne peut s'empêcher d'en faire le personnage de ses albums. Refusant la paternité et la vie de famille, il n'a des aventures qu'avec des femmes mariées.

## Fiche technique
- Réalisation :  Ariel Zeitoun
- Scénario : Valérie Gion, Ariel Zeitoun
- Date de sortie : 13 août 1997
- Durée : 90 minutes
- Musique : Laurent Ganem
- Image : Bernard Zitzermann
- Montage : Hugues Darmois
- Sociétés de production : Partner's Production, Ajoz Films
- Société de distribution : Ajoz Films distribution
- Format[1] : couleur - 35 mm - 2,35:1

## Distribution
- Nagui : Zack Atlan
- Cristiana Reali : Florence
- Michel Boujenah : Nathan
- Thomas Langmann : Joseph
- Maria Pacôme : Emma
- Charlotte Kady : Annabelle
- Marie-Armelle Deguy : Charlotte
- Vanille Attié : Ursula
- Jackie Berroyer : Mathieu
- Natacha Amal : Isabelle
- Christian Charmetant : Marc-Emile
- Maurice Chevit : Forstock
- Mouss Diouf : Hugo
- Jennifer Lauret : Judith
- Joanna Rhodes : Eva
- Vincent Tulli